# Guillermo Madrigal
Luis Guillermo Madrigal Gutiérrez (ur. 10 lutego 1993 w Los Mochis) – meksykański piłkarz występujący na pozycji napastnika, od 2024 roku zawodnik greckiego Panachaiki.

## Kariera klubowa
Madrigal jest wychowankiem zespołu CF Monterrey, do którego seniorskiej drużyny został włączony już jako siedemnastolatek przez szkoleniowca Víctora Manuela Vuceticha. W kwietniu 2011 wygrał z nią najbardziej prestiżowe rozgrywki północnoamerykańskiego kontynentu – Ligę Mistrzów CONCACAF, jednak w meksykańskiej Primera División zadebiutował dopiero 7 października 2011 w wygranym 3:2 spotkaniu z Estudiantes Tecos. W tym samym roku pojechał wraz z resztą ekipy do Japonii na Klubowe Mistrzostwa Świata, gdzie jednak zajął z Monterrey dopiero piąte miejsce. W wiosennym sezonie Clausura 2012 zdobył tytuł wicemistrza kraju, a także ponownie triumfował w północnoamerykańskiej Lidze Mistrzów. Dzięki temu po raz drugi miał okazję wziąć udział w Klubowych Mistrzostwach Świata, tym razem zajmując w nich trzecią lokatę. Premierowego gola w najwyższej klasie rozgrywkowej strzelił 30 marca 2013 w wygranej 3:0 konfrontacji z Pumas UNAM. W tym samym roku trzeci raz z rzędu wygrał ze swoim zespołem Ligę Mistrzów CONCACAF i wystąpił w Klubowych Mistrzostwach Świata, ponownie zajmując w nich z Monterrey piąte miejsce. Pełnił jednak wyłącznie funkcję gracza rezerwowego.
Nie potrafiąc wygrać rywalizacji o miejsce w składzie z zawodnikami takimi jak Humberto Suazo, Aldo de Nigris czy Dorlan Pabón, w styczniu 2014 Madrigal udał się na półroczne wypożyczenie do niżej notowanej drużyny Atlante FC z siedzibą w Cancún. Tam jednak, podobnie jak w Monterrey, był wyłącznie rezerwowym piłkarzem, a na koniec rozgrywek 2013/2014 spadł ze swoim zespołem do drugiej ligi. Po powrocie do Monterrey wciąż pełnił rolę rezerwowego, wobec czego w lipcu 2015 udał się na wypożyczenie po raz kolejny, tym razem do ekipy Querétaro FC, prowadzonej przez swojego byłego trenera z Monterrey – Víctora Manuela Vuceticha.
| Sezon     | Klub         | Kraj   | Rozgrywki | Mecze | Bramki |
| --------- | ------------ | ------ | --------- | ----- | ------ |
| 2011/2012 | CF Monterrey | Meksyk | Liga MX   | 1     | 0      |
| 2012/2013 | CF Monterrey | Meksyk | Liga MX   | 11    | 1      |
| 2013/2014 | CF Monterrey | Meksyk | Liga MX   | 13    | 2      |
| 2013/2014 | Atlante FC   | Meksyk | Liga MX   | 5     | 2      |
| 2014/2015 | CF Monterrey | Meksyk | Liga MX   | 15    | 2      |
| 2015/2016 | Querétaro FC | Meksyk | Liga MX   |       |        |

## Kariera reprezentacyjna
W 2009 roku Madrigal został powołany przez trenera José Luisa Gonzáleza Chinę do reprezentacji Meksyku U-17 na Mistrzostwa Świata U-17 w Nigerii. Tam był podstawowym piłkarzem swojej kadry narodowej, rozgrywając wszystkie cztery mecze, z czego trzy w wyjściowym składzie i strzelił gola w spotkaniu 1/8 finału z Koreą Południową (1:1, 3:5 po karnych). Jego drużyna zajęła wówczas drugie miejsce w grupie z bilansem dwóch zwycięstw i porażki, pokonując wówczas Brazylię (1:0) z Neymarem i Philippe Coutinho w składzie, lecz odpadła ze światowego czempionatu zaraz potem, w 1/8 finału, przegrywając we wspomnianym meczu z Koreańczykami w serii rzutów karnych.
W 2013 roku Madrigal znalazł się w ogłoszonym przez Sergio Almaguera składzie reprezentacji Meksyku U-20 na Mistrzostwa Ameryki Północnej U-20, podczas których pełnił jednak głównie rolę rezerwowego; wystąpił w czterech z pięciu możliwych spotkań, z czego tylko jedno w podstawowej jedenastce. Jego zespół, pełniący wówczas rolę gospodarzy turnieju, triumfował ostatecznie w tych rozgrywkach, pokonując w finale po dogrywce USA (3:1). W tym samym roku wziął udział w prestiżowym towarzyskim Turniej w Tulonie, dwukrotnie pojawiając się na boisku i ani razu nie wpisał się na listę strzelców, zaś jego drużyna zajęła trzecie miejsce w grupie i nie zakwalifikowała się do dalszych gier. Kilka tygodni później został powołany na Mistrzostwa Świata U-20 w Turcji. Podczas swojego drugiego już światowego czempionatu był jednak wyłącznie rezerwowym narodowego zespołu i zanotował tylko jeden z czterech możliwych meczów, natomiast Meksykanie zakończyli wówczas swój udział w młodzieżowym mundialu na 1/8 finału, przegrywając w nim z Hiszpanią (1:2).